# Потехов, Юрий Александрович
Юрий Александрович Потехов (29 июля 1939, РСФСР — 23 августа 2007, Украина) — советский хоккеист, нападающий. Мастер спорта СССР (1961).

## Биография
Воспитанник горьковского хоккея. В сезонах 1955/56 — 1965/66 играл в чемпионате СССР за горьковское «Торпедо». Победитель Кубка Ахерна 1961 в составе московских «Крыльев Советов». Четыре сезона (1966/67 — 1969/70) провёл в чемпионате в составе «Динамо» Киев. Играл за «Химик» Днепродзержинск и «Красный экскаватор» Киев.
Серебряный призёр чемпионата СССР 1961, финалист Кубка СССР 1961. Серебряный призёр Спартакиады народов РСФСР 1961.
Скончался в 2007 году.